# Liste des aéroports au Mozambique
Voici une liste des aéroports au Mozambique, triés par emplacement.

## Aéroports
Les noms d'aéroport indiqués en gras indiquent que ceux ci possèdent un service régulier assuré par des compagnies aériennes commerciales.
| Ville                          | OACI | AITA | Nom                                | Coordonnées                  |
| ------------------------------ | ---- | ---- | ---------------------------------- | ---------------------------- |
| Angoche                        | FQAG | ANO  | Aéroport d'Angoche (en)            | 16° 10′ 55″ S, 39° 56′ 41″ E |
| Île Bazaruto (en)              |      | BZB  | Aéroport de l'île Bazaruto (en)    | 21° 32′ 34″ S, 35° 28′ 22″ E |
| Beira                          | FQBR | BEW  | Aéroport de Beira                  | 19° 47′ 47″ S, 34° 54′ 27″ E |
| Île Benguerra (en)             |      | BCW  | Aéroport de l'île Benguerra (en)   | 21° 51′ 11″ S, 35° 26′ 18″ E |
| Bilene                         | FQBI |      | Aéroport de Bilene (en)            | 25° 15′ 58″ S, 33° 14′ 19″ E |
| Chimoio                        | FQCH | VPY  | Aérodrome de Chimoio               | 19° 09′ 04″ S, 33° 25′ 44″ E |
| Cuamba                         | FQCB | FXO  | Aéroport de Cuamba (en)            | 14° 49′ 02″ S, 36° 31′ 54″ E |
| Inhaca (en)                    | FQIA |      | Aéroport d'Inhaca (en)             | 25° 59′ 52″ S, 32° 55′ 45″ E |
| Baie Indigo, Île Bazaruto (en) |      | IBL  | Aéroport de la Baie Indigo (en)    | 21° 42′ 26″ S, 35° 27′ 08″ E |
| Inhambane                      | FQIN | INH  | Aérodrome d'Inhambane              | 23° 52′ 35″ S, 35° 24′ 30″ E |
| Lichinga                       | FQLC | VXC  | Aérodrome de Lichinga              | 13° 16′ 26″ S, 35° 15′ 58″ E |
| Lumbo                          | FQLU | LFB  | Aéroport de Lumbo (en)             | 15° 01′ 59″ S, 40° 40′ 18″ E |
| Maputo                         | FQMA | MPM  | Aéroport international de Maputo   | 25° 55′ 15″ S, 32° 34′ 21″ E |
| Marrupa                        | FQMR |      | Aéroport de Marrupa (en)           | 13° 13′ 30″ S, 37° 33′ 07″ E |
| Mocímboa da Praia              | FQMP | MZB  | Aéroport de Mocímboa da Praia (en) | 11° 21′ 42″ S, 40° 21′ 17″ E |
| Mueda                          | FQMD | MUD  | Aéroport de Mueda (en)             | 11° 40′ 22″ S, 39° 33′ 47″ E |
| Nacala                         | FQNC | MNC  | Aérodrome de Nacala                | 14° 29′ 17″ S, 40° 42′ 44″ E |
| Nampula                        | FQNP | APL  | Aérodrome de Nampula               | 15° 06′ 20″ S, 39° 16′ 54″ E |
| Pemba / Porto Amelia           | FQPB | POL  | Aérodrome de Pemba                 | 12° 59′ 12″ S, 40° 31′ 20″ E |
| Ponta do Ouro                  | FQPO | PDD  | Aéroport de Ponta do Ouro (en)     | 26° 49′ 36″ S, 32° 50′ 18″ E |
| Quelimane                      | FQQL | UEL  | Aérodrome de Quélimane             | 17° 51′ 19″ S, 36° 52′ 08″ E |
| Songo                          | FQSG |      | Aéroport de Songo (en)             | 15° 36′ 09″ S, 32° 46′ 23″ E |
| Tete                           | FQTT | TET  | Aérodrome de Tete-Chingozi         | 16° 06′ 17″ S, 33° 38′ 24″ E |
| Ulongwe                        | FQUG |      | Aéroport d'Ulongwe (en)            | 14° 42′ 16″ S, 34° 21′ 08″ E |
| Vilankulo                      | FQVL | VNX  | Aérodrome de Vilanculos            | 22° 01′ 06″ S, 35° 18′ 47″ E |